# Alpecin-Deceuninck
Corendon-Circus (código UCI: COC), é um equipa ciclista profissional da Bélgica de categoria Profissional Continental.
A equipa durante os últimos anos tem predominado as carreiras de Ciclocross.
A equipa é financiada pela companhia aérea turca-holandesa Corendon Airlines e a companhia de apostas belga Circus.

## Corredor melhor classificado nas Grandes Voltas
| Ano  | Giro d'Italia | Tour de France | Volta a Espanha |
| ---- | ------------- | -------------- | --------------- |
| 2018 | -             | -              | -               |
| 2019 | -             | -              | -               |

## Classificações UCI

### UCI Europe Tour
| Temporada | Classificação por equipas | Melhor corredor      | Posto |
| 2009      | 82º                       | Niels Albert         | 280º  |
| 2010      | 92º                       | Niels Albert         | 600º  |
| 2011      | 91º                       | Niels Albert         | 525º  |
| 2012      | 109º                      | Marcel Meisen        | 903º  |
| 2013      | 77º                       | Philipp Walsleben    | 167º  |
| 2014      | 53º                       | Mathieu van der Poel | 46º   |
| 2015      | 91º                       | Mathieu van der Poel | 270º  |
| 2016      | 108º                      | Mathieu van der Poel | 794º  |
| 2017      | 36º                       | Mathieu van der Poel | 59º   |
| 2018      | 32º                       | Mathieu van der Poel | 14º   |
| 2019      |                           |                      |       |

## Material ciclista
A equipa utiliza bicicletas Canyon Bikes e equipamento Kalas.

### Palmarés de 2019

#### UCI World Tour
| Datas      | Carreiras           | Ganhador             |
| 3 de abril | Através de Flandres | Mathieu van der Poel |

#### Circuitos Continentais UCI
| Datas           | Circuito                | Carreiras                    | Ganhador             |
| 21 de fevereiro | UCI Europe Tour de 2019 | 1.ª etapa do Tour de Antalya | Mathieu van der Poel |
| 24 de fevereiro | UCI Europe Tour de 2019 | 4.ª etapa do Tour de Antalya | Roy Jans             |
| 24 de março     | UCI Europe Tour de 2019 | Grande Prêmio de Denain      | Mathieu van der Poel |

#### Campeonatos nacionais
| Datas | Carreiras | Ganhador |

### Elenco de 2019
| Corredor             | Nascimento | Nacionalidade | Equipo 2018                 |
| Dries De Bondt       | 04/07/1991 | Bélgica       | Vérandas Willems-Crelan     |
| Stijn Devolder       | 29/08/1979 | Bélgica       | Vérandas Willems-Crelan     |
| Petter Fagerhaug     | 29/09/1998 | Noruega       | Neoprofesional              |
| Lasse Norman Hansen  | 11/02/1992 | Dinamarca     | Aqua Blue Sport             |
| Roy Jans             | 15/09/1990 | Bélgica       | Cibel-Cebon                 |
| Jimmy Janssens       | 30/05/1989 | Bélgica       | Cibel-Cebon                 |
| Tom Meeusen          | 07/11/1988 | Bélgica       | Corendon-Circus             |
| Marcel Meisen        | 08/01/1989 | Alemanha      | Corendon-Circus             |
| Jonas Rickaert       | 07/02/1994 | Bélgica       | Sport Vlaanderen-Baloise    |
| Loris Rouiller       | 21/02/2000 | Suíça         | Neoprofesional              |
| Joeri Stallaert      | 25/01/1991 | Bélgica       | Team Vorarlberg-Santic      |
| Mathieu van der Poel | 19/01/1995 | Países Baixos | Corendon-Circus             |
| David van der Poel   | 15/06/1992 | Países Baixos | Corendon-Circus             |
| Maarten van Trijp    | 06/10/1993 | Países Baixos | DESTIL-Parkhotel Valkenburg |
| Otto Vergaerde       | 15/07/1994 | Bélgica       | WSA-Pushbikers              |
| Gianni Vermeersch    | 19/11/1992 | Bélgica       | Corendon-Circus             |
| Philipp Walsleben    | 19/11/1987 | Alemanha      | Beobank-Corendon (2017)     |